# Kolonia Bolimowska-Wieś
Kolonia Bolimowska-Wieś est une localité polonaise de la gmina de Bolimów, située dans le powiat de Skierniewice en voïvodie de Łódź.